# مارک مارون
مارک مارون (انگلیسی: Marc Maron؛ زادهٔ ۲۷ سپتامبر ۱۹۶۳) یک کمدین اهل ایالات متحده آمریکا است.
او در فیلم گروه رفقا و ارزش بازی کرده‌است.